# Tour Down Under 1999

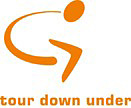
Logo du Tour Down Under

Le Tour Down Under 1999 est la 1re édition du Tour Down Under. Il a eu lieu du 19 au 24 janvier 1999. Il part et arrive à Adélaïde en Australie-Méridionale.
Grâce notamment à ses deux victoires d'étapes, l'Australien Stuart O'Grady (Crédit agricole), remporte ce premier Tour Down Under. Le Danois Jesper Skibby et le Suédois Magnus Bäckstedt complètent le podium. Un autre Danois, Christian Andersen termine meilleur grimpeur. L'Australien Brett Aitken remporte quant à lui le classement des sprints. Le classement du meilleur jeune est remporté par un autre Australien : Cadel Evans. Enfin, le classement par équipes est remporté les Danois de l'équipe Team Home - Jack & Jones grâce notamment à Jesper Skibby (2e), Christian Andersen (5e), Nicolai Bo Larsen (6e).

## Présentation

### Équipes
| Nom de l'équipe               | Pays      | Code |
| ----------------------------- | --------- | ---- |
| Arfil                         | Australie | ARF  |
| Australian Institut of Sports | Australie | AIS  |
| Sun-Smart World Team          | Australie | SSW  |
| Palmans-Ideal                 | Belgique  | PAI  |
| Deutsche Telekom              | Allemagne | DET  |
| Home-Jack & Jones             | Danemark  | HJJ  |
| BigMat-Auber 93               | France    | BIG  |
| Casino                        | France    | CAS  |
| Crédit agricole               | France    | CRA  |
| Lampre-Daikin                 | Italie    | LAM  |
| Saeco                         | Italie    | SAE  |
| ONCE Deutsche Bank            | Espagne   | ODB  |

## Étapes
| Étape     | Date            | Villes étapes              |                  | Distance (km) | Vainqueur d’étape | Leader du classement général |
| --------- | --------------- | -------------------------- | ---------------- | ------------- | ----------------- | ---------------------------- |
| 1re étape | mar. 19 janvier | Adélaïde - Adélaïde        | Étape de plaine  | 42,5          | Nicolaj Bo Larsen | Nicolaj Bo Larsen            |
| 2e étape  | mer. 20 janvier | Norwood - Strathalbyn (en) | Étape de plaine  | 138,5         | Erik Zabel        | Erik Zabel                   |
| 3e étape  | jeu. 21 janvier | Glenelg - Victor Harbor    | Étape accidentée | 149,5         | Stuart O'Grady    | Stuart O'Grady               |
| 4e étape  | ven. 22 janvier | Port Adélaïde - Gawler     | Étape de plaine  | 149,5         | Erik Zabel        | Stuart O'Grady               |
| 5e étape  | sam. 23 janvier | Nuriootpa (en) - Tanunda   | Étape de plaine  | 162           | Stuart O'Grady    | Stuart O'Grady               |
| 6e étape  | dim. 24 janvier | Adélaïde - Adélaïde        | Étape de plaine  | 120           | Graeme Miller     | Stuart O'Grady               |

## Classements finals

### Classement général
|    | Cycliste             | Pays       | Équipe                         |    | Temps            |
| -- | -------------------- | ---------- | ------------------------------ | -- | ---------------- |
| 1  | Stuart O'Grady       | Australie  | Crédit agricole                | en | 19 h 03 min 47 s |
| 2  | Jesper Skibby        | Danemark   | Team Home-Jack & Jones         | +  | 21 s             |
| 3  | Magnus Bäckstedt     | Suède      | Crédit agricole                |    | 35 s             |
| 4  | Ducan Smith          | Australie  | Australian Instituit of Sports |    | 1 min 03 s       |
| 5  | Christian Andersen   | Danemark   | Team Home-Jack & Jones         |    | 2 min 10 s       |
| 6  | Nicolaj Bo Larsen    | Danemark   | Team Home-Jack & Jones         |    | 2 min 15 s       |
| 7  | Jean-Marc Rivière    | France     | Sun-Smart World Team           |    | 2 min 16 s       |
| 8  | Alexandre Vinokourov | Kazakhstan | Casino                         |    | 2 min 17 s       |
| 9  | Massimiliano Mori    | Italie     | Saeco                          |    | 2 min 18 s       |
| 10 | Rolf Aldag           | Allemagne  | Team Telekom                   |    | 2 min 18 s       |

### Classements annexes
|   | Cycliste       | Équipe               | Points |
| - | -------------- | -------------------- | ------ |
| 1 | Brett Aitken   | Palmans-Ideal        | 44     |
| 2 | Stuart O'Grady | Crédit agricole      | 44     |
| 3 | Graeme Miller  | Sun-Smart World Team | 36     |

|   | Cycliste           | Équipe            | Points |
| - | ------------------ | ----------------- | ------ |
| 1 | Christian Andersen | Home-Jack & Jones | 94     |
| 2 | Warren Jennings    |                   | 74     |
| 3 | Stuart O'Grady     | Crédit agricole   | 52     |

|   | Cycliste           | Équipe                        |    | Temps            |
| - | ------------------ | ----------------------------- | -- | ---------------- |
| 1 | Cadel Evans        | Australian Institut of Sports | en | 19 h 05 min 15 s |
| 2 | Salvatore Commesso | Saeco                         | +  |                  |
| 3 | Matthew Wilson     |                               |    | 35 min 20 s      |

|   | Équipe            | Pays     |    | Temps |
| - | ----------------- | -------- | -- | ----- |
| 1 | Home-Jack & Jones | Danemark | en |       |

## Évolution des classements
| Étape              | Vainqueur          | Classement général | Classement des sprints | Classement du meilleur grimpeur | Classement du meilleur jeune | Classement par équipes |
| ------------------ | ------------------ | ------------------ | ---------------------- | ------------------------------- | ---------------------------- | ---------------------- |
| 1                  | Nicolaj Bo Larsen  | Nicolaj Bo Larsen  | Nicolaj Bo Larsen      |                                 |                              |                        |
| 2                  | Erik Zabel         | Erik Zabel         |                        |                                 |                              |                        |
| 3                  | Stuart O'Grady     | Stuart O'Grady     |                        |                                 |                              |                        |
| 4                  | Erik Zabel         | Stuart O'Grady     |                        |                                 |                              |                        |
| 5                  | Stuart O'Grady     | Stuart O'Grady     |                        |                                 |                              |                        |
| 6                  | Graeme Miller      | Stuart O'Grady     | Brett Aitken           | Christian Andersen              | Cadel Evans                  | Home-Jack & Jones      |
| Classements finals | Classements finals | Stuart O'Grady     | Brett Aitken           | Christian Andersen              | Cadel Evans                  | Home-Jack & Jones      |

## Classement des étapes
| Pos. | Coureur                 | Pays      | Temps           |
| ---- | ----------------------- | --------- | --------------- |
| 1    | Nicolaj Bo Larsen       | Danemark  | 1 h 07 min 35 s |
| 2    | Henk Vogels             | Australie | m.t.            |
| 3    | Rolf Aldag              | Allemagne | m.t.            |
| 4    | Jamie Drew              | Australie | m.t.            |
| 5    | Franky Van Haesebroucke | Belgique  | m.t.            |

| Pos. | Coureur                        | Pays      | Temps           |
| ---- | ------------------------------ | --------- | --------------- |
| 1    | Erik Zabel                     | Allemagne | 3 h 41 min 01 s |
| 2    | Mario Traversoni               | Italie    | m.t.            |
| 3    | Stuart O'Grady                 | Australie | m.t.            |
| 4    | Miguel Ángel Martín Perdiguero | Espagne   | m.t.            |
| 5    | Stéphane Barthe                | France    | m.t.            |

| Pos. | Coureur                 | Pays      | Temps           |
| ---- | ----------------------- | --------- | --------------- |
| 1    | Stuart O'Grady          | Australie | 3 h 42 min 12 s |
| 2    | Duncan Smith            | Australie | + 5 s           |
| 3    | Jesper Skibby           | Danemark  | + 5 s           |
| 4    | Magnus Bäckstedt        | Suède     | + 5 s           |
| 5    | Franky Van Haesebroucke | Belgique  | + 1 min 51 s    |

| Pos. | Coureur       | Pays      | Temps           |
| ---- | ------------- | --------- | --------------- |
| 1    | Erik Zabel    | Allemagne | 3 h 53 min 08 s |
| 2    | Graeme Miller | Australie | m.t.            |
| 3    | Ján Svorada   | Tchéquie  | m.t.            |
| 4    | Brett Aitken  | Australie | m.t.            |
| 5    | Lauri Aus     | Estonie   | m.t.            |

| Pos. | Coureur            | Pays      | Temps           |
| ---- | ------------------ | --------- | --------------- |
| 1    | Stuart O'Grady     | Australie | 3 h 59 min 53 s |
| 2    | Christian Andersen | Danemark  | m.t.            |
| 3    | Jean-Marc Rivière  | France    | m.t.            |
| 4    | Nicolaj Bo Larsen  | Danemark  | m.t.            |
| 5    | Massimiliano Mori  | Italie    | m.t.            |

| Pos. | Coureur          | Pays        | Temps           |
| ---- | ---------------- | ----------- | --------------- |
| 1    | Graeme Miller    | Australie   | 2 h 40 min 25 s |
| 2    | Stuart O'Grady   | Australie   | m.t.            |
| 3    | Erik Zabel       | Allemagne   | m.t.            |
| 4    | Magnus Bäckstedt | Suède       | m.t.            |
| 5    | Roger Hammond    | Royaume-Uni | m.t.            |